# Галли, Джеймс
Джеймс Мэнби Галли (англ. James Manby Gully; 14 марта 1808, Кингстон, Ямайка — 1883) — британский врач, практикующий в области водолечения. Основал клинику «гидропатии» («hydropathy») в Малверне в графстве Вустершире. Среди его пациентов значились такие известные люди, как Чарлз Дарвин и Альфред Теннисон. Клиника Галли способствовала развитию Малверна и его превращение из деревни в город. Приобрёл известность в качестве подозреваемого в деле об убийстве Чарльза Браво; ему не было предъявлено каких-либо обвинений в этом преступлении.

## Биография
Джеймс Галли родился 14 марта 1808 года в Кингстоне, столице Ямайки, в семье богатого плантатора кофе. В возрасте шести лет его отвезли в Англию и определили в одну из школ Ливерпуля. По её окончании продолжил обучение в колледже святой Варвары в Париже. В 1825 году поступил на медицинский факультет Эдинбургского университета, где его однокурсником был Чарлз Дарвин. После трёх лет обучения на некоторое время поехал на стажировку в медицинскую школу (фр. L'École de Médecine) Парижа. Вернувшись в Эдинбург получил диплом доктора в 1829 году.
Карьеру врача начал в Лондоне в 1830 году. Стал членом лондонского Медицинского и хирургического общества и королевского медицинского общества Эдинбурга. Вначале занимался переводами книг и статей на медицинскую тематику. Работал редактором Лондонского медицинского и хирургического журнала, а также Ливерпульской медицинской газеты (англ. Liverpool Medical Gazette). Проявил интерес к идее трансформизма и перевёл ряд трудов Фридриха Тидемана.
В 1837 году Джеймс Галли познакомился с доктором Джеймсом Уилсоном (Dr. James Wilson), который после посещения одного из основоположников водолечения (гидротерапии) Винценца Присница в Австрийской империи проникся идеей нового вида лечения. В 1842 году они совместно открывают водолечебницу, работа которой базировалась на принципах Присница. В 1843 году они опубликовали первую статью, посвящённую методике, а также привели анализ эффективности гидротерапии по сравнению с медикаментозным лечением при ряде заболеваний. В 1846 году Галли издал книгу «Лечение водой при хронических заболеваниях» («The Water Cure in Chronic Disease»).
Метод водолечения стал популярным в британском обществе. Галли и Уилсон, как его пионеры, получили известность. Среди его пациентов значились Чарльз Диккенс, Чарльз Дарвин, Томас Карлейль, Флоренс Найтингейл, Альфред Теннисон и Сэмюэл Уилберфорс. Одновременно деятельность Галли вызывала и критику. Одним из наиболее известных противников метода был основатель британской медицинской ассоциации Чарлз Гастингс.
Джеймс Галли умер в 1883 году.

## Научные труды
- A systematic treatise on comparative physiology, introductory to the Physiology of man. Vol. I / [Friedrich Tiedemann]; translated, with notes, from the German, James Manby Gully and J. Hunter Lane, 1834
- Gully, James Manby. Formulary for the Preparation and Employment of Several New Remedies (англ.). — 1835.
- 2nd edition (1836) Formulary for the Preparation and Medical Administration of Certain New Remedies...with Annotations and Additional Articles (англ.). — John Churchill: London. and John Carfrae & Son, Edinburgh.
- Lectures on the moral and physical attributes of men of genius and talent, James Manby Gully, 1836
- Gully, James Manby. An exposition of the symptoms, essential nature, and treatment of neuropathy, or nervousness (англ.). — London: John Churchill, 1837.
- Gully, James M. The simple treatment of disease deduced from the methods of expectancy and revulsion (англ.). — London: John Churchill, 1842.
- Wilson, James; James M. Gully. The Dangers of the Water Cure, and its Efficacy Examined and Compared with those of the Drug Treatment of Diseases; and an Explanation of its Principles and Practice; with an account of Cases Treated at Malvern, and a Prospectus of the Water Cure Establishment at That Place (англ.). — London: Cunningham & Mortimer, 1843.
- A guide to domestic hydro-therapeia: the water cure in acute disease, James Manby Gully, 1869[10]
- Drawings descriptive of spirit life and progress. By a child twelve years of age, ed. James Manby Gully, 1874
- Gully, James M. A Monograph on Fever and its Treatment by Hydrotherapeutic Means (англ.). — London: Simpkin, Marshall & Co., 1885. – Posthumous publication of unfinished work